# Осинцево (Пермский край)
.
Осинцево — село в Кишертском районе Пермского Края. С 2006 года административный центр Осинцевского сельского поселения, которое объединило территории Пашовского, Молёбского и Осинцевского сельсоветов.

## География
Село на р. Лек, правом притоке р. Сылвы

## История
Село Осинцево было основано в 1782 году.
Места около села Осинцево очень богаты малым речками, возвышенностями, логами. Здесь местными жителями добывалась железная руда и продавалась Молёбскому заводу. В селе упоминаются следующие речки: Осиновка, Лёк, Бырма, Запольская, Грязнуха, Меча и Шой.
По документам церкви, в селе Осинцеве в 1880-х годах было 48 дворов, в которых проживало 171 человек мужского пола и женского. До половины XVII века земли Осинцевского прихода были во владении татар. Село Осинцево, предполагают, получило своё название от жившего здесь татарина Оси.
Берега рек Лёка, Шоя, Осиновой были вотчинами Юрманских остяков (татар), появление русских в этих местах Михаил Кайсаров относит к 1649-1652 гг., когда было общее заселение Кунгурских земель.
Первая церковь в Осинцеве была построена в 1835 году, она сгорела в 1855 году. Вторая церковь стала строиться на фундаменте сгоревшей, строительство было закончено в 1868 году, церковь была названа Петропавловской.
В приходе имелись 2 часовни: одна в деревне Меча, другая в Бырме, построенная в 1879 году. Кроме того, в Бырме и Мече имелись школы грамоты, в которых училось 25 детей.
В 1895 году учителем Бырминской школы грамоты состоял дьякон Александр Васильевич Будрин. В Осинцевском приходе значится 2044 человека мужского пола и 2235 - женского, в том числе 87 раскольников. Часто бывают браки православных с раскольниками: дочери раскольников, выходя замуж за православных, на время, видимо принимают православие, но, обвенчавшись, снова делаются раскольницами, увлекая за собой в раскол мужа и даже всю семью в доме.
В Осинцевском приходе 15 деревень: Савята, Болото, Бырма, Бырма, Грязнуха (Паруново), Лебедева, Евдокина, Гари, Кошелёва, Верх-Лёк, Пашово, Шамарина, Меча, Климята, Раёва, Корсакова.
В Осинцеве имелась земская народная школа (образована в 1873 году), в которой училось 5 девочек и 45 мальчиков, а всего детей школьного возраста 524 человека.
В 1894 году была открыта народная библиотека.
В 1899 году был основан маслобойный завод Ф.И Щербакова (позднее механическо-маслобойный завод).В 1919 году завод сгорел, но в 1923 году его восстановили, тогда же он перешел в ведение маслобойной артели, организованной в том же году.
В Осинцевской волости в 1905 г. значилось 74 селения, 1342 двора; население 3620 мужчин и 3728 женщин. В переписи за 1908 г. в Осинцевском обществе имеется церковь, земская школа, народная библиотека, волостное правление, земский становой, фельдшерский пункт.
Были мельницы в Осинцево, Евдокино, и Бырме. Крестьяне зорко следили за состоянием мельничных прудов и плотин. По пятницам в селе Осинцево бывал еженедельный базар, а настоящие торжки (ярмарки), проходили 30 июня и 25 ноября.
В июле 1918 г. в Кишертской волости Кунгурского уезда вспыхнуло восстание крестьян, направленное против произвола представителей советской власти. К восставшим присоединились повстанцы из Осинцево. Они пытались овладеть железнодорожными станциями, чтобы прервать железнодорожное сообщение, но потерпели поражение.
В 1924 году был образован Осинцевский сельский совет.

## Известные уроженцы
- Бачурин Василий Иванович — (1920 — 1944) — Герой Советского Союза (посмертно), командир отделения сапёрного взвода 384-го отдельного батальона морской пехоты Одесской военно-морской базы Черноморского флота, старшина первой статьи.

## Население
| 1869 | 1904 | 1926 | 2000 | 2002 | 2004 | 2008 |
| ---- | ---- | ---- | ---- | ---- | ---- | ---- |
| 262  | ↘72  | ↗614 | ↗920 | ↘882 | ↘834 | ↗843 |
| 2009 | 2010 | 2011 | 2012 | 2013 | 2015 | 2016 |
| →843 | ↘684 | ↘680 | ↗829 | ↘788 | ↘761 | ↗786 |